# Rue Auguste-Comte (Lyon)
Pour les articles homonymes, voir Rue Auguste-Comte.
La rue Auguste-Comte, anciennement rue Saint-Joseph, est une voie publique du 2e arrondissement de la ville de Lyon en France, reliant les places Bellecour et Carnot. Elle porte le nom du philosophe français Auguste Comte (1798-1857).

## Situation
La rue, d'orientation nord-sud, relie deux grandes places de la ville, les places Bellecour et Carnot.

## Histoire
La rue porte primitivement le nom de Saint-Jacques en souvenir de Jacques de Laurencin. Sa parente, Claudine de Laurencin, épouse Jean du Peyrat en premières noces puis, devenue veuve, épouse François Sala en secondes noces ; elle réalise le lotissement dit de Villeneuve-le-Plat sur Bellecour.
En 1619, le père jésuite François de Canillac fait ériger dans la rue une[source insuffisante] église dédiée à saint Joseph, qui donne son nom à la rue,.
Début XIXe siècle, la rue est prolongée au sud vers l'actuelle place Carnot au travers de clos religieux, prolongement nommé rue de Puzy, en l'honneur de Bureau de Puzy, préfet du Rhône en 1802 ; puis rue Sarron, en l'honneur de cet intendant de Lyon du XVIIe siècle.
Le conseil municipal renomme l'entièreté de la rue Auguste-Comte en 1902 (délibération du 10 juin), en l'honneur du philosophe français, fondateur du positivisme,.